# Nekfeu
Le texte peut changer fréquemment, n’est peut-être pas à jour et peut manquer de recul. 
Le titre et la description de l'acte concerné reposent sur la qualification juridique retenue lors de la rédaction de l'article et peuvent évoluer en même temps que celle-ci.
Nekfeu, de son vrai nom Ken Samaras, né le 3 avril 1990 à La Trinité (Alpes-Maritimes), est un rappeur (auteur-interprète), chanteur et acteur français. Il est aussi, dans une moindre mesure, réalisateur et directeur de la photographie.
Membre du groupe S-Crew, il appartient au collectif L'Entourage et a également fait partie du collectif 5 Majeur et du groupe 1995.
Sorti en 2015, son premier album studio en solo, Feu, bénéficie d'une couverture médiatique importante ; pour cet album, il remporte en 2016 la Victoire de l'album de musiques urbaines. Son deuxième album, intitulé Cyborg, sort en 2016, et son troisième, Les Étoiles vagabondes, en 2019.
Au cours de sa carrière, il a vendu plus de 2 millions d'albums et détient deux disques de diamant et un double disque de diamant pour ses trois albums studios.
Il est considéré comme un des rappeurs les plus marquants du rap français, grâce au succès de ses albums, ses tubes, son aisance technique, et son influence sur toute une génération de rappeurs,.

## Biographie

### Enfance
Ken Samaras naît le 3 avril 1990 dans la commune de La Trinité, dans les Alpes-Maritimes, en Provence-Alpes-Côte d'Azur.
D'origine grecque par son père et écossaise par sa mère, Nekfeu est issu d'une famille de la classe moyenne. Il grandit avec sa sœur cadette dans la banlieue de Nice, à La Trinité. Lorsqu'il a onze ans, la famille de Ken Samaras déménage dans le 15e arrondissement de Paris, en Île-de-France. Son père est fonctionnaire dans l'action sociale, et sa mère, d'abord assistante de direction, se consacre entièrement à l'éducation de ses enfants après la naissance de son fils.
Surnommé depuis qu'il est enfant « Nek », verlan de « Ken », son véritable prénom ; au collège Claude-Debussy (15e) où il est scolarisé, il se fait également appeler le « fennec » par ses amis d'origine algérienne (en Algérie, le fennec est la mascotte nationale). Son nom de scène actuel, Nekfeu (anciennement « Nek le fennec »), est un mélange de ces surnoms (« Nekfeu » est le verlan de « fennec »). Il intègre le lycée Paul-Bert dans le 14e arrondissement, où il rencontre Sneazzy, Alpha Wann et Lomepal. Il quitte son lycée en terminale et obtient son baccalauréat économique et social en candidat libre.

### Débuts (2007-2014)

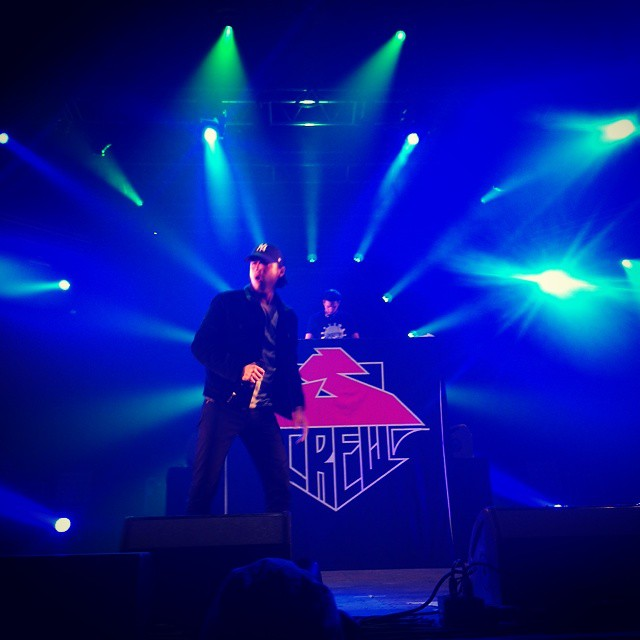
Nekfeu sur scène avec le S-Crew aux Rocktambules de Grenoble (2014).

Nekfeu démarre le rap en 2007, en collectif. Il est successivement membre de différents groupes de rap comme S-Crew, 1995 (anciennement POS, « Porteurs Officiels de Sac à dos »), 5 Majeur et d'un collectif parisien appelé L'Entourage. Nekfeu, ainsi que plusieurs membres du collectif L'Entourage, comme Eff Gee, Deen Burbigo, Alpha Wann ou encore Jazzy Bazz, se sont fait connaître grâce au succès de Rap Contenders (RC), où deux MC s'affrontent au cours d'un duel a cappella. Un des duels de Nekfeu contre Logik Konstantine, lors des Rap Contenders, est particulièrement médiatisé.
Avec ses différents groupes, Nekfeu publie plusieurs EP. Il a commencé avec le S-Crew en 2010 avec la mixtape Même signature. C'est après cela et plusieurs opens mics avec le S-Crew, 1995 et L'Entourage qu'il accroît sa notoriété sur la scène underground parisienne. En 2011, il sort le projet 5 Majeur avec son groupe du même nom, En sous-marin en duo avec Alpha Wann puis le premier EP du collectif 1995 (composé d'Alpha Wann, Sneazzy West, Areno Jaz, Fonky Flav' et DJ Lo' et Nekfeu lui-même) intitulé La source.
En 2012, il publie l'EP Métamorphose avec le S-Crew, avec 1995, un deuxième EP intitulé La suite pour ensuite sortir leur premier album Paris Sud Minute le 31 décembre 2012 avec lequel ils gagneront le prix du « Meilleur Album de Musiques Urbaines » aux Victoires de la musique. Au cours de cette même année, avec le S-Crew (composé de Mekra, Framal, 2zer, DJ Elite et Nekfeu lui-même), le premier album du groupe est intitulé Seine Zoo. Courant 2014, avec L'Entourage, le premier album du collectif sort dans les bacs et est intitulé Jeunes Entrepreneurs, album qui leur permet de remplir l'Olympia de Paris le 14 juin 2014.

### Feu(2015-2016)
Nekfeu publie différents singles en 2015 incluant Égérie (37M de vues en juillet 2023), On verra (145M de vues en juillet 2023), Nique les clones, Pt. II (42M de vues en juillet 2023), Tempête (44M de vues en juillet 2023), Le Horla (4,2M de vues en juillet 2023), Martin Eden (26M de vues en juillet 2023), Time B.O.M.B (4,3M de vues en juillet 2023) et Ma dope en featuring avec S.Pri Noir (74M de vues en juillet 2023). Ces titres annoncent la sortie de son premier album solo intitulé Feu. Le titre On verra atteint plus de 145 millions de vues sur YouTube, marquant un important succès. Sorti le 8 juin 2015, son album est rapidement en rupture de stock et son concert de promotion prévu ce soir-là doit être annulé car la foule est trop importante.
Les critiques de son album sont très positives, tant dans la presse spécialisée que généraliste,,. Feu occupe la première place des achats sur iTunes Store après sa sortie. Avec 18 844 ventes en une semaine, Nekfeu signe le meilleur démarrage de l'histoire du top téléchargements pour un 1er album d'un artiste français. Finalement, ce sont 35 944 exemplaires (dont 18 844 numériques et 17 100 physiques) que le rappeur a vendus la première semaine de la sortie de l'album. La deuxième semaine, il vend 11 121 exemplaires de son album, ce qui lui permet de rester en tête du Top iTunes et être cinquième du Top Albums[réf. nécessaire]. En deux semaines, l'album Feu est ainsi presque disque d'or avec 47 065 exemplaires. Nekfeu, très proche de son public par le biais des réseaux sociaux tels que Twitter ou Facebook, annonce ainsi le 2 juillet que Feu était certifié disque d'or : « La semaine dernière, on m'a annoncé que mon premier album #Feu était certifié disque d'or au bout de 3 semaines... J'ai voulu attendre de le recevoir pour y croire et partager ça avec vous. »
Quelques singles sortent en 2015 : 7:77 A.M (dont le clip contient un extrait de Des Astres, le morceau caché à 5:09 de Risibles amours, issu de Feu), Plume, Les bruits de ma ville, Question d'honneur et Jusqu'au bout. La majeure partie de ces singles a dépassé les millions de vues sur YouTube, ce qui marque une fois de plus le succès du jeune rappeur. La réédition de son album, Feu Réédition est sortie le 4 décembre 2015. L'album contient huit morceaux inédits et huit morceaux instrumentaux. Toujours en 2015, il est l'artiste le plus écouté en France sur Spotify. En 2016, le S-Crew se reforme et signe le générique français du film Creed : L'Héritage de Rocky Balboa. Le second album studio du S-Crew intitulé Destins liés sort le 17 juin 2016, et se classe rapidement à la première place du top album français.
Le premier album de l'artiste accède en octobre 2017, soit deux ans après sa sortie, à la certification ultime : le disque de diamant (500 000 exemplaires vendus),.

### Cyborg(2016-2018)

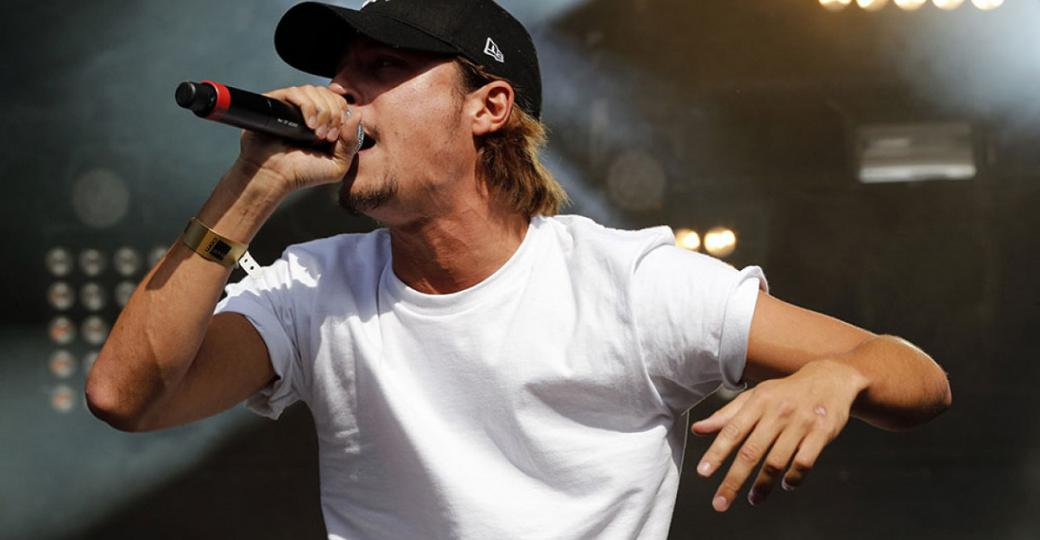
Nekfeu sur scène au Festival de Poupet, à Saint-Malô-du-Bois, en Vendée (2017).

Le 1er décembre 2016, un an après la réédition de son album Feu, Nekfeu est sur la scène de l'AccorHotels Arena (ex-POPB) de Paris pour clore sa tournée Feu Tour ; il profite de ce concert pour annoncer la sortie d'un nouvel album, Cyborg, qui sort sur les plateformes de téléchargement dans la foulée et une semaine après dans les bacs.
Le public du concert est le premier à l'apprendre car il reçoit un SMS de Nekfeu, au milieu du concert, leur annonçant la nouvelle. L'artiste apparaît ensuite sur scène pour présenter l'album de vive voix, de manière improvisée puis enchaînera en rappant Squa, un des sons phares de l'album. Deux semaines après sa sortie, Cyborg occupe encore la première place des ventes iTunes Store et est certifié disque de platine (plus de 100 000 disques vendus). L'album contient quatorze titres au total dont 8 titres en collaborations avec des rappeurs et ou chanteurs/chanteuses.
Après la sortie de Cyborg, Nekfeu apparaît sur des collaborations telles que De l'autre côté, avec Ninho, Zone, d'Orelsan (en featuring avec Dizzee Rascal) et Juste pour voir, de S.Pri Noir. À l'été 2018, il effectue une tournée des festivals avec notamment S-Crew et ses confrères de L'Entourage. Il apparaît aussi sur un album de Jazzy Bazz, dans les titres Éternité et Stalker, ainsi que sur un album de PLK, dans le titre Waow.

### Les Étoiles vagabondes(depuis 2019)
Le 15 mai 2019, une bande annonce est révélée sur la chaîne YouTube du rappeur annonçant la sortie du film Les Étoiles vagabondes pour le 6 juin 2019 en séance de projection unique dans près de 200 salles de cinéma en France, en Belgique, au Maroc, en Suisse ainsi qu'au Canada.
Le film-documentaire, réalisé par Syrine Boulanouar et Nekfeu, est d'abord présenté comme un « album au cinéma ». Il retrace la conception du nouvel album de Nekfeu entre Paris, le Japon, la Grèce, la Belgique et les États-Unis. Au cinéma, le film rencontre un énorme succès, plus de 100 000 personnes ont assisté à la projection. En une seule séance, le film a décroché la première place du box-office. Ce faisant, il remporte également le record français d'entrées pour un documentaire musical diffusé au cinéma sur une seule séance, détenu depuis novembre dernier par le groupe coréen BTS avec le documentaire Burn The Stage.
Le jour même, lors la diffusion du film et après deux ans et demi d'absence, Nekfeu publie son troisième album solo, Les Étoiles vagabondes, en version numérique sur les plateformes de streaming,. Le 21 juin 2019, une nouvelle version vient compléter et finaliser l'album, nommé Les Étoiles vagabondes : expansion. Le disque se classe pendant 11 semaines consécutives à la première place du Top Albums. Il est certifié triple disque de platine, deux mois et demi après sa sortie, cumulant plus de 300 000 exemplaires vendus. Après quatre mois d'exploitation, l'opus dépasse la barre des 400 000 exemplaires écoulés. Lors de la parution de cet album, le rappeur continue de se faire très discret dans les médias, refusant toutes interviews, promotions et apparitions médiatiques depuis la sortie de son précédent opus, Cyborg, sorti fin 2016, allant même jusqu'à se retirer des réseaux sociaux.
Nekfeu devient le troisième rappeur français à avoir trois disques de diamant à son actif, rejoignant ainsi Soprano et Gims. Avec cet album, il est nommé en janvier 2020 aux Victoires de la musique dans la catégorie « album de l'année ».
Le 18 décembre 2020, le rappeur et ami de longue date de Nekfeu, Alpha Wann sort sa mixtape Don Dada Mixtape Vol. 1. Nekfeu apparaît sur quatre musiques, dont trois en collaboration : san andreas avec Lesram, aaa avec Alpha Wann, 3095 part2 avec Alpha Wann et 3010 et enfin malevil en solitaire.
Le 11 septembre 2023, l'album voit la certification de l'ensemble de ses 34 chansons, dont les interludes, avec cinq singles de diamant, quatorze singles de platine et quinze singles d'or.
Le 14 décembre 2023, alors que l'artiste ne communique ni dans les médias ni sur les réseaux sociaux depuis plusieurs années et n’apparaît qu'en collaboration avec des artistes qu'il fréquente, son dernier disque en date, Les Étoiles vagabondes, atteint le cap du million d'exemplaires vendu. En conséquence, le SNEP lui octroie la certification de double disque de diamant, quatre ans et demi après sa date de publication,.
En 2024, il apparaît sur le morceau La Cour des Miracles de S.Pri Noir.

## Cinéma

### Tout nous sépare

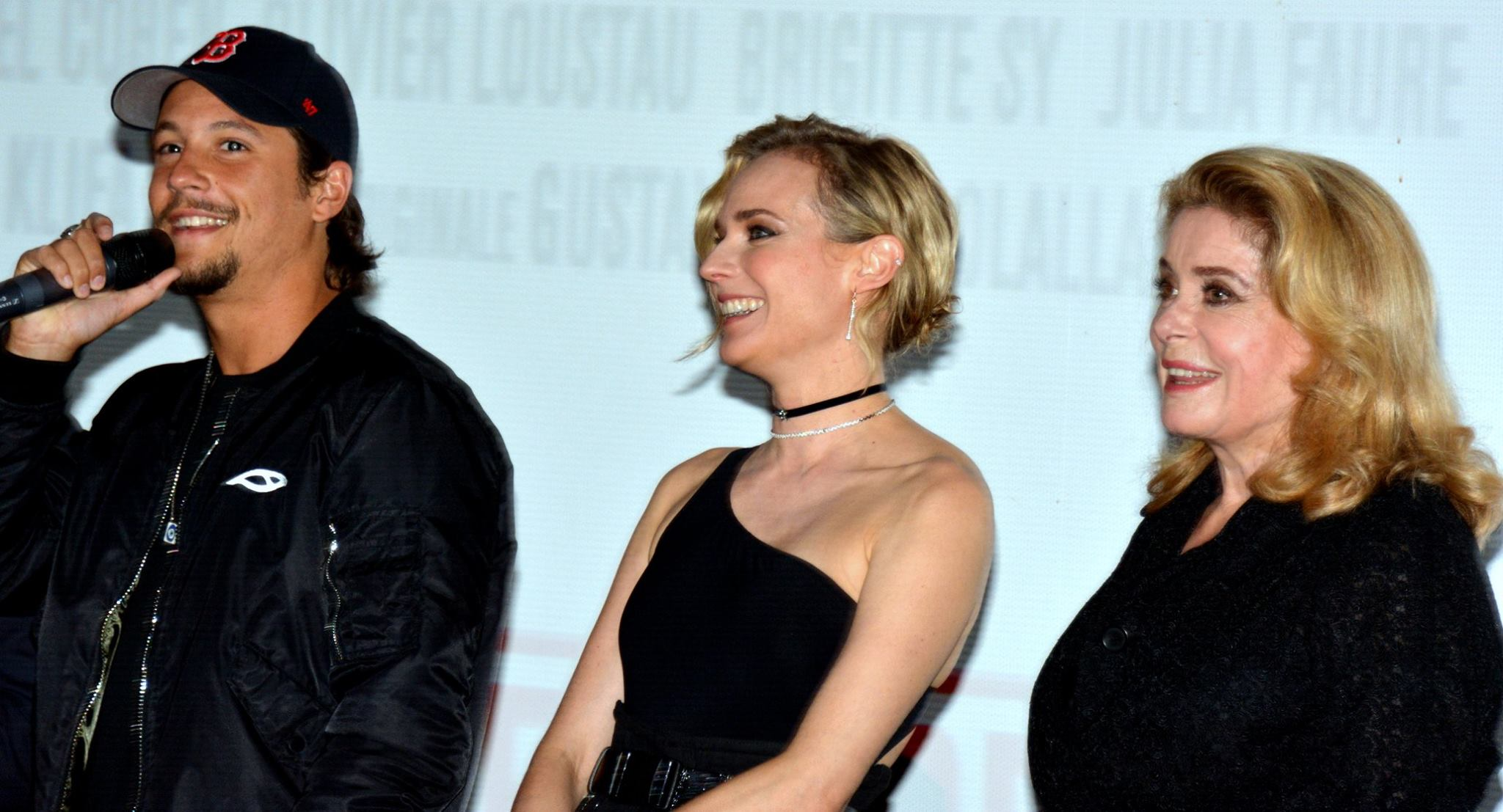
Nekfeu, Diane Kruger et Catherine Deneuve à l'avant-première du film Tout nous sépare réalisé par Thierry Klifa (2017).

En 2016, il joue dans un film de Thierry Klifa intitulé Tout nous sépare, aux côtés de Catherine Deneuve. Dans ce film, il obtient le premier rôle masculin : il interprète Ben, un voyou antipathique et mystérieux — qu'il décrit lui-même comme un « galérien » — issu de la cité de Sète,. À propos du cadet de ses acteurs, le réalisateur déclare : « J'aime mêler des acteurs expérimentés et de nouveaux venus. Je suis tombé sur une photo de lui pendant l'écriture. J'aimais bien ce qu'il dégageait. [...] Il a fait des essais et s'est révélé très étonnant. Cela a confirmé l'intuition que j'avais de lui. » Le 8 novembre 2017, le film sort sur les grands écrans, un mois après une avant-première à Dijon.

### L’Échappée
Fin mai 2017, pressenti pour son deuxième rôle au cinéma, il est d'abord sélectionné par Chi-Fou-Mi Productions dans L’Échappée, premier long-métrage de Mathias Pardo. Le rappeur tourne aux côtés de jeunes espoirs du cinéma français : Joséphine Jappy, Rod Paradot, Karidja Touré ou encore Denis Lavant, quatre acteurs ayant déjà été nommés aux César. Contrairement à son premier film, celui-ci est majoritairement tourné dans la partie Nord de la France. Nekfeu y joue l'un des premiers rôles, celui d'Anatole, un jeune à peine majeur à la situation assez instable. Sa route va croiser celle de Tess, étudiante jouée par Joséphine Jappy, et les deux protagonistes vont sillonner les routes pour prolonger l'été. Le 10 octobre 2019, le film est projeté au Festival international du film de Saint-Jean-de-Luz mais ne sort pas sur les grands écrans au niveau national.

### Bandes originales
Côté musique, Nekfeu participe à deux bandes originales ; celle de Creed : L’Héritage de Rocky Balboa (2015) et celle de Five (2016). Pour le dernier film de la saga Rocky, la version française du générique a été confiée au rappeur parisien, lui-même fan des célèbres films de Sylvester Stallone. Il a ensuite choisi de faire appel à son groupe S-Crew pour l'entourer, de là est né le titre Jusqu'au bout. Pour sa deuxième bande originale, le rappeur a remixé sa chanson Reuf (tirée de son album Feu en featuring avec Ed Sheeran) pour la comédie de son ami Igor Gotesman, le film et la chanson traitant du même thème, l'amitié.

## Affaire judiciaire
En novembre 2024, des médias révèlent que son ex-femme porte plainte à son encontre, pour des faits de viols et violences répétés pendant 4 ans,. Nekfeu conteste ces accusations, qui auraient pour certaines été classées sans suite car non « suffisamment caractérisées », et publie un communiqué où il affirme que son ex-femme a été interpellée pour « non représentation d’enfant ». Cette dernière doit être jugée en janvier 2025 par le tribunal correctionnel de Paris pour ce motif. Dans le même temps, elle maintient ses accusations de violence et de contrôle coercitif, et porte également plainte pour « violences sur mineur de 15 ans par personne ayant ascendant », par l'intermédiaire de son avocat Me William Bourdon.

## Polémique avecCharlie Hebdo
En novembre 2013, une polémique oppose Nekfeu et d'autres rappeurs au journal satirique Charlie Hebdo en marge de la sortie de la bande originale du film La Marche. Dans une chanson écrite et interprétée par une dizaine de rappeurs tels Akhenaton, Disiz, S.Pri Noir, Soprano ou encore Kool Shen, un couplet de Nekfeu, dans lequel il dit « Je réclame un autodafé pour ces chiens de Charlie Hebdo », crée la polémique.
La rédaction du journal réagit via un communiqué le 27 novembre 2013 en indiquant « découvrir avec effarement la violence des paroles » de la chanson incriminée qui « reprend les propos que tient habituellement l'extrême droite musulmane lorsqu'elle évoque Charlie Hebdo. » Son rédacteur en chef, Charb, dénonce « un chant religieux communautariste ». Bien que Nekfeu ait rapidement répondu sur Internet en un court article aux accusations le concernant, d'autres rappeurs tenteront d'atténuer la polémique. 
Lors de l'attentat contre Charlie Hebdo du 7 janvier 2015, la polémique est rappelée par de nombreux titres de la presse française et internationale,,,,. Le rappeur exprime son « regret » concernant ce morceau, affirmant qu'il ne s'agissait que « de piques lancées de part et d'autre et [que] les auteurs de Charlie Hebdo n'avaient ni porté plainte ni donné suite à cette querelle qu'ils avaient clôturée par une caricature de moi à leur habitude. »
Le 12 février 2016, après que le prix de l'album de musique urbaine de l’année a été décerné à Nekfeu aux Victoires de la musique, l'ex-ministre de l'Intérieur Claude Guéant appelle au boycott de l'artiste.

## Engagements
En 2015, il profite de sa performance artistique pour parler de Moussa, un humanitaire français détenu au Bangladesh, en ces mots : « prenez Marine Le Pen et libérez Moussa ! », qu'il glisse dans sa chanson On verra.
Il soutient le mouvement Nuit debout, réalisant un concert improvisé le 1er mai 2016 sur la place de la République. Il participe également au mouvement des Gilets jaunes en 2019.

Un an avant la médiatisation du drame des Rohingyas, groupe ethnique à majorité musulmane persécuté en Birmanie, État dirigé par Aung San Suu Kyi — à qui l'on a décerné un Prix Nobel de la Paix en 1991 —, Nekfeu dénonçait déjà leur situation dans ses couplets : 

« L'habit ne fait pas le moine, demande aux muslims qu'on massacre en Birmanie. »

— Faut qu'je tienne, ft. Kohndo, 2016.

« Je trouve le Prix Nobel ironique quand j'pense aux Rohingyas. »

— Putain d'époque, ft. Dosseh, 2016.
Il soutient l'association BAAM (Bureau d'accueil et d'accompagnement des migrants). En septembre 2019, il participe avec plusieurs artistes au BAAM Migrants Festival, une manifestation culturelle et politique en soutien aux migrants (cause pour laquelle le rappeur s'engage depuis plusieurs années) et où tous les fonds récoltés à cette occasion seront reversés à l'association). Les bénéfices permettent de financer les besoins matériels pour l'accompagnement juridique des migrants, les cours de français, les mises à l’abri d’urgence ou l'organisation de futures actions. Le mois suivant, en octobre 2019, il fait partie des quatre-vingt dix personnalités (avec notamment Omar Sy, Kev Adams, Aïda Touihri) qui signent dans le quotidien Le Monde une tribune contre l'islamophobie intitulée « Jusqu’où laisserons-nous passer la haine des musulmans ? », en réponse à la polémique déclenchée par un élu du Rassemblement national (RN) ayant demandé à une femme de retirer son hijab au sein du conseil régional de Bourgogne-Franche-Comté.

## Discographie

### Albums studios
- 2015 : Feu
- 2016 : Cyborg
- 2019 : Les Étoiles vagabondes

## Filmographie

### Cinéma
- 2017 : Tout nous sépare de Thierry Klifa : Ben
- 2019 : Les Étoiles vagabondes de Syrine Boulanouar et Nekfeu : lui-même
- 2019 : L'Échappée de Mathias Pardo : Anatole

### Télévision
- 2015 : Casting(s) : lui-même

### Doublage
- 2018 : My Hero Academia : All for One (saison 2)[77]

## Distinctions

### Victoires de la musique
| Année | Travail nommé          | Catégorie                             | Résultat   |
| ----- | ---------------------- | ------------------------------------- | ---------- |
| 2016  | Feu                    | Album de musiques urbaines de l'année | Lauréat    |
| 2020  | Les Étoiles vagabondes | Album de l'année                      | Nomination |

### César
| Année | Travail nommé                | Catégorie                                                             | Résultat |
| ----- | ---------------------------- | --------------------------------------------------------------------- | -------- |
| 2018  | Nekfeu dans Tout nous sépare | Présélection « Révélation » pour le César du meilleur espoir masculin |          |